# Der Augentäuscher

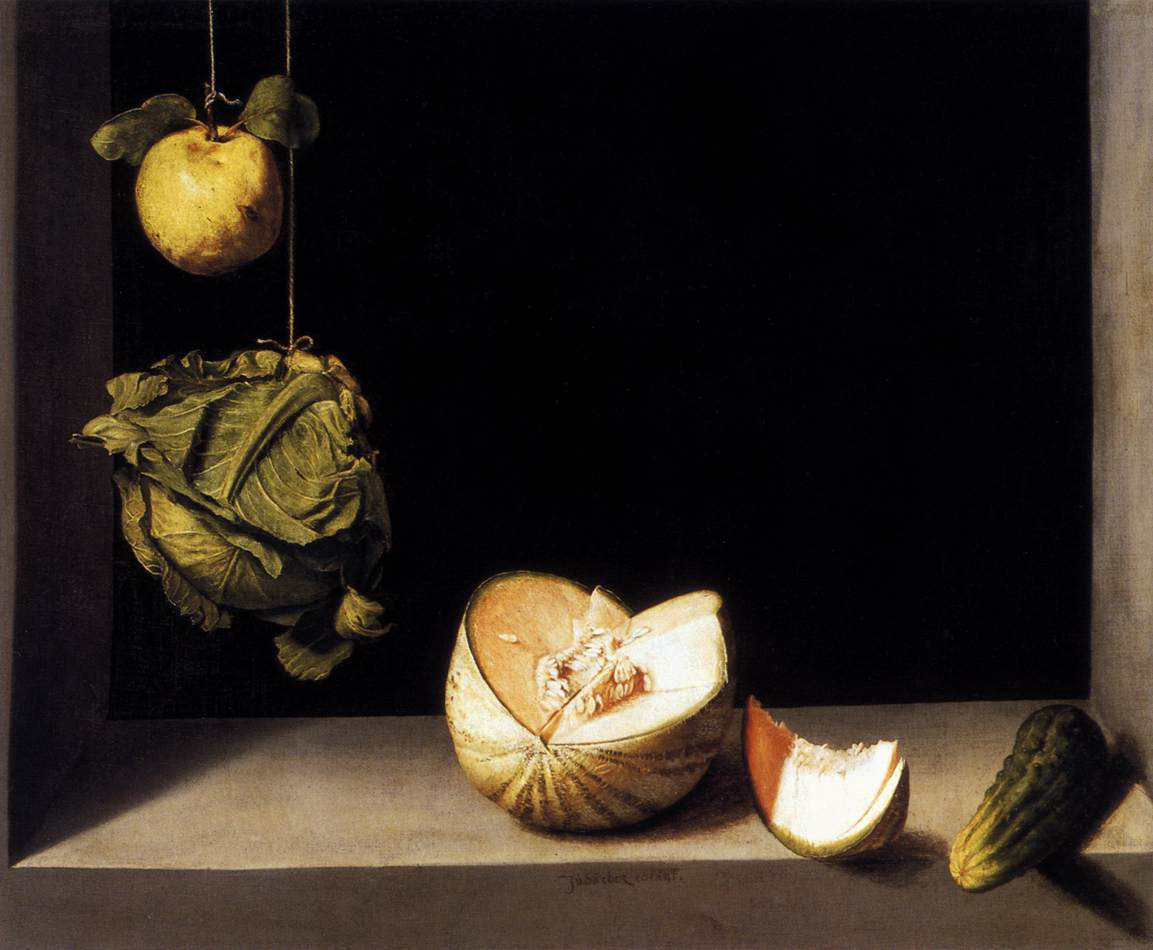
Vorlage für die Umschlaggestaltung der Erstausgabe: Juan Sánchez Cotáns Stillleben mit Quitte, Kohl, Melone und Gurke (1602)

Der Augentäuscher ist der Titel eines 2012 erschienen Romans von Mathias Gatza über den fiktiven Barock-Maler Silvius Schwarz, der für seine realistischen Porträts bereits im 17. Jh. die Fotografie mit lichtempfindlichen Metallplatten erfunden haben soll. Das ist jedenfalls die Arbeitshypothese eines anonymen Kunsthistorikers, der die Geschichte seiner Recherche-Irrfahrt bei seiner Spurensuche nach Dokumenten und Beweisen erzählt.

## Inhalt

### Überblick
Der Roman setzt sich zusammen aus einer Rahmenhandlung, der Forschungsgeschichte eines Kunsthistorikers (Vorwort und Anmerkungen des Herausgebers), und der Binnenerzählung über seinen Forschungsgegenstand, den Stillleben-Maler und Porträtisten Silvius Schwarz, dessen Erfindung der Fotografie vom Drucker Leopold auf sechs Druckbögen und in einem Briefroman beschrieben werden. Die Haupthandlung spielt zur Barockzeit 1673 im heute nicht mehr auffindbaren sächsischen Städtchen ***rode. Dort hat der Maler eine Liebesbeziehung mit der verheirateten Sophie von Schlosser und entwickelt seine Abbildungstechnik mit lichtempfindlichen Metallplatten und chemischen Substanzen. Er gerät dadurch in den Verdacht alchemistischer Experimente und der Hexerei, wird der von einem Abt begangenen Ritualmorde beschuldigt und hingerichtet.

### Rahmenhandlung
Der namentlich nicht genannte Herausgeber der Dokumentensammlung und Verfasser seiner Lebens- und Forschungsgeschichte ist, wie aus seinem Vorwort hervorgeht, ein Kunsthistoriker, der nach seinem 10-jährigen Studium an der Freien Universität Berlin über weitere 10 Jahre vier Dissertationsprojekte begonnen hat, die alle von seinen Professoren abgelehnt worden sind. In dieser Zeit finanziert er sein Leben durch das Einkommen seiner zahlreichen Partnerinnen, die ihm auch bei seiner Forschung assistieren. Als 40-Jähriger beginnt er mit seinem fünften Projekt und sucht acht Jahre nach Zeugnissen über den sächsischen Barock-Stillleben-Maler Silvius Schwarz, auf dessen Existenz er durch einen Hinweis in einer Handschrift „wahrscheinlich“ des holländischen Malers Arnold Houbraken stößt, allerdings ohne Ergebnisse. Seine Lebensgefährtin Gesine vermutet, Schwarz sei ein Phantom.
2002 bekommt seine Arbeit neuen Auftrieb, als er als Sozialhilfeempfänger in einer Aufräumkolonne nach dem Dresdener Hochwasser im Schlamm einen Druckbogen aus dem Jahr 1673 findet, in dem über Silvius Schwarz berichtet wird. Weitere Hinweise kommen dazu und Dokumente werden, meist zufällig, auf verschlungenen Wegen aufgefunden: Auf einer Depotliste des Buckingham Palastes sind 36 Bilder von Schwarz verzeichnet. In Kisten mit vor der Bombardierung im Zweiten Weltkrieg in Sicherheit gebrachten Inkunabeln und Drucken liegt ein Druckbogen Leopolds. Der Kunsthändler De Zweert bietet ihm eine Metallplatte mit einer schwach erkennbaren Torso-Abbildung an, signiert von Silvius, für die sich auch die Professorin Sandra Kopp interessiere. Offenbar hat der Maler durch Belichtung und mit chemischen Verfahren Bilder auf eine Metallplatte fixiert. Der Historiker ahnt eine Sensation und sieht eine Chance, sich durch seine Entdeckung zu profilieren.
Die von ihm angeschriebene Professorin interessiert sich allerdings mehr für das Leben von Sophie von Schlosser, der Cousine und Geliebten des Malers. Ihre Quelle ist ein galanter Briefroman der Autorin Dionysia von Rose, der vermutlich um 1700 entstanden ist und dessen einziges Exemplar sie besitzt. Und dieses stiehlt ihr der Historiker, als sie im Kopierraum der Staatsbibliothek beschäftigt ist, und entdeckt darin die private und intimen Ergänzung zu den sechs Druckbögen, die er im Laufe der Zeit zwischen 2003 und 2008 an verschiedenen Orten findet, u. a. bei E-Bay und in den vatikanischen Archiven. In Rom trifft er Sandra Kopp wieder. Inzwischen ist sie durch ihre Liaison mit dem Millionär und Playboy Michael zum Liebling der Klatschpresse geworden. Sie führt ihn nach ihrer Hochzeitsfeier, auf der er sich betrinkt, in ein Buchsbaum-Labyrinth und liest ihm dort den sechsten Druckbogen vor, den sie von ihrem Mann als Hochzeitsgeschenk erhalten hat und dessen Echtheit der Forscher bezweifelt. Beide zerstreiten sich über den Druckbogen und die letzte Abbildung des Malers bei seiner Hinrichtung, vermutlich von Sophie aufgenommen.
Durch den Abbruch des Berichts Leopolds bleiben viele Fragen offen, die auch von Dietrich von Dietersdorff, Sophies Ehmann, in seinem Brief aus Peking, 10 Jahre nach Silvius Hinrichtung nicht gelöst werden. Der Kunsthistoriker will alleine weiterforschen und veröffentlicht seine Zwischenbilanz, also den Roman Der Augentäuscher, da er keinen Verleger findet, im Internet auf seiner Homepage. Es ist eine labyrinthische Geschichte mit offenem Ausgang und ambivalenter Perspektive, entsprechend dem Motto auf dem Schild in der Praxis seines Analytikers: „Ein Labyrinth, aus dem man herausfindet, ist kein Labyrinth. Ein Labyrinth, aus dem es keinen Ausweg gibt, ist kein Labyrinth“.

### Leopolds Druckbögen
Nach der Anklage gegen Silvius Schwarz, er sei für die Ritualmorde an Opernsängern verantwortlich, stehe mit dem Teufel im Bund und betreibe Wahrsagerei und okkultistische Experimente, druckt der stumme Sebastian einen Bericht über das Leben des ihm von Kindheit an bekannten Malers, um vor der Nachwelt dessen Unschuld zu bezeugen. Aus Angst vor der Entdeckung durch den inquisitorischen Abt Bergwitz und seinen Gehilfen Dorus von Doris und weil er das Schreiben nicht gelernt hat, druckt er seine Berichte heimlich nachts, am Tag muss er meist lateinische Bücher kopieren. Dabei nutzt er seine in sieben Jahren seiner Ausbildung erworbene automatisierte Fertigkeit, die Lettern blind in den Setzkästen zu finden und in erstaunlicher Geschwindigkeit zu einem Text zusammenzusetzen.
Auf dem ersten Bogen berichtet Sebastian über Silvius Schwarz, der als Waisenkind 1653 in der sächsischen Residenz ***rode von dem arabischen Gelehrten Muhammad al Ghazali als Sohn angenommen wird und in Gesellschaft seiner Cousine Sophie von Schlosser auf den Ländereien ihres Oheims aufwächst. Auf einer Nürnberg-Reise sieht er Bilder des niederländischen Malers Pieter Codde und diese beeinflussen seine naturgetreuen Stillleben. Er versucht der „Echtheit“ immer näher zu kommen und den „Augeneindruck“ zu erreichen: Die Bilder sollen wie die Originale wirken. 1670 reist er nach Amsterdam und dann nach England und perfektioniert seine Malerei, indem er Aromata in seine Farben mischt.
Der zweite Bogen handelt von dem großen Feuerwerk am 3. März 1673 und dem ersten Mordopfer, einem Opernsänger, dem Lieblingskastraten des Kurfürsten, dessen Leiche in dieser Nacht kopfunter gekreuzigt gefunden wird. In dieser Nacht kehrt Silvius von einer Reise nach Dresden zurück und dies wird im Prozess gegen ihn verwendet. Leopold weist jedoch zu seiner Entlastung darauf hin, dass der Sänger schon früher getötet wurde und dass Silvius zu diesem Zeitpunkt noch in Leipzig war, wo ihm ein Mechanicus eine Laterna magica vorführte.
Aus dem dritten Bogen geht hervor, dass Silvius „die Zeit zwischen seinen beiden Geliebten – Sophie und der Kunst – aufteilt[-]“ und seine Fotoexperimente anwendet: er hat die Marquise von Lully auf einer belichteten Metallplatte nackt abgebildet und die Platte in einer Kiste verschlossen. Beim Öffnen wird die Platte durch den Lichteinfall schwarz und das Bild unsichtbar. Einen Tag vor Karfreitag findet man das zweite Opfer, den Lieblingssänger des Kurfürsten und Kastraten Farelli, kopfunter gekreuzigt. Der Wissenschaftler Muhammad al Ghazali, Silvius Adoptivvater, und Doktor Hilbert untersuchen während der Trauerfeier heimlich in einer anatomischen Sitzung die Leiche, um die Todesursache und das Motiv des Mörders herauszufinden, und entdecken, dass den Opfern die Därme entnommen worden sind.
Auf dem vierten Bogen wird von weiteren Sänger-Morden im Sommer berichtet. Silvius sucht weiter nach einem Bild „[n]icht von Menschenhand gemacht, sondern … durch mechanische Übertragung oder durch himmlische Intervention“ und bringt sich durch seine Reden und durch sein Interesse für Alchemie ins Gerede der Öffentlichkeit und beim Klerus in Gefahr. Leopold beobachtet, wie Silvius eine dunkelsilbrige Metallplatte mit einer Flüssigkeit übergießt und nach und nach ein Blick-aus-dem-Fenster-Bild sichtbar wird, und davor in einem Spiegel im Raum die nackte Sophie als Aphrodite. Eine Woche später stellt Silvius bei der Eröffnung der kurfürstlichen Wunderkammer eine so naturgetreue Abbildung des Gekreuzigten vor, dass die Betrachter in Ohnmacht fallen.
Der fünfte und der sechste Bogen handeln von der sich steigernden Hybris und vom Ende des Malers. Nach seinen ersten Ausstellungen wird er immer unbesonnener und hört nicht auf Sophies Warnungen vor einer Anklage wegen „Gottlosigkeit“ in einem Inquisitionsprozess. Nach weiteren Morden rät Sophie ihm, sich in ihrem Jagdschloss zu verstecken. Dann fliehen beide nach Berlin. Dort wird er verhaftet, nach Sachsen zurückgebracht und zum Tode verurteilt. Ghazali und Hilbert klären die Morde auf. Täter ist der irrsinnige Abt Bergwitz, der in den Eingeweiden der Sänger die adamitische Ursprache und die Stimme Gottes gesucht hat, denn das „Sein selbst [sei] eine Ausscheidung Gottes“. Inzwischen versucht Sophie vergeblich, die Hinrichtung durch ein Feuerwerk auf dem Marktlatz verhindern, steckt dadurch die ganze Stadt ***rode in Brand und läuft wie wahnsinnig davon.

### Silvius-Sophie-Briefe
Silvius ist mit Sophie seit ihrer Kindheit befreundet. Der Herausgeber hat ihren Briefwechsel 1672–1673 aus dem galante Roman Dionysia von Roses in seine Dokumentation als Ergänzung des Leopold-Berichts übernommen, um diesem die Innenperspektive von Silvius und Sophie und ihren Liebesdiskurs hinzuzufügen. Die „Amsterdamer Briefe“ enthalten Silvius begeisterte Beschreibung seiner Reisestationen, v. a. Amsterdams als Weltstadt im Vergleich zu Dresden, neuer Forschungen, seiner Zeichnungen mit der „Camera obscura“ und seiner Sehnsucht nach unbekannten Kontinenten, während die 15-jährige Sophie von ihrem Gambenspiel und ihren mathematischen Studien erzählt und sich von ihrem Geliebten vernachlässigt fühlt: „Bin ich Ihnen denn nicht ein ausreichend fremder Kontinent?“ Diese Klage durchzieht all ihre weiteren Briefe und verstärkt sich im Laufe des nächsten Jahres.
Die poetischen „Frühlingsbriefe“ wurden nach der Rückkehr Silvius nach ***rode im März 1673 geschrieben. Die 16-jährige Sophie ist inzwischen mit dem homosexuellen Grafen Dietrich von Dietersdorff verheiratet worden. Diese Papier-Ehe ist kein Hindernis für eine von ihrem Mann tolerierte Liebesbeziehung zu ihrem Cousin und sie thematisiert ihre Liebe zu Silvius in ihrer sich über das ganze Jahr erstreckenden Korrespondenz, zunehmend in dem Sommer- und Herbstbriefen, die zwischen der Burg und dem Schloss ***rode gewechselt werden. Silvius schildert ihr sein Interesse für optische Geräte, Fernrohr und Mikroskop, um das Sehen der Wirklichkeit, die er in seiner Malerei festhalten möchte, zu verbessern. Sophie dagegen beklagt immer wieder, dass er sich für die „Augenlust“ und für Experimente, um „dem Sehen auf die Spur zu kommen“, den „Spiegel des Augenblicks“ zu finden, entschieden habe und nicht vorrangig für ihre Liebe zueinander. Sie warnt ihn: „Lassen sie diese Experimente“.
Diese Kontroverse setzt sich in den „Osterbriefen“ (Ende März, Anfang April) und in den „Sommerbriefen“ (Juli, August) verstärkt fort. Silvius berichtet ihr von seiner Forschung, v. a. von seinem Besuch in Gotha beim Alchemisten Bruno Bremer, den er über Silbersalze befragt, und über die aufgeregten Reaktionen auf die Präsentation seines naturgetreuen Werkes in der Kunstkammer. Sie vermisst seine Liebeserklärungen, wirft ihm Narzissmus vor und warnt ihn vor den Intrigen der Hofgesellschaft und des Klerus.
Die „Herbstbriefe“ (September, Oktober) spiegeln die zunehmende Kritik Sophies an Silvius Hybris und Prahlsucht und ihre Angst vor den Folgen wieder, während er seine Unbekümmertheit als Lebensfreude und Suche nach neuen Erfahrungen verteidigt: „Unsere Welt verändert sich rasend, und wir sollten hoffen, dass die Menschen schnell genug geboren werden, dass das alte Fleisch, wenn ein neuer Gedanke, ein neuer Stern, eine neue Welt, eine neue Verbindung entdeckt wird, eingepflanzt werden kann in eine neue Substanz. Um wirklich fortschrittlich zu sein, muss man bereit sein zu sterben.“ Sie warnt ihn: „Wie können Sie auch nur eine Minute annehmen, dass Sie eine Sekunde überleben, wenn die Menschen erkennen, dass Sie der Welt eine neue und unheimliche Dimension hinzugefügt haben! […] Die Menschen haben sich gerade daran gewöhnt, dass sie ein festes Ich haben, nun zeigen Sie ihnen, dass jeder Doppelgänger von sich erzeugt. Ich warne Sie daher, lassen sie diese Wissenschaft sein!“ Die letzten Briefe schreiben sich die beiden, nach ihrer Flucht, aus Berlin und Potsdam.

## Dichtung und Wirklichkeit
Gatza verwendet in seinem Roman ein Stilmittel der Vermischung der Historie mit der Fiktion, das von der kanadischen Literaturwissenschaftlerin Linda Hutcheon mit dem Begriff Historiografische Metafiktion und von dem deutschen Literaturwissenschaftler Eckhard Schumacher als Überschreibungs- bzw. Palimpsest-Schreibverfahren bezeichnet wird.
Der Autor präsentiert seine fiktive Geschichte des Malers Silvius Schwarz und seiner Erfindung der Fotografie als wissenschaftliche Untersuchung: Ein anonymer Kunsthistoriker gibt von ihm entdeckte Dokumente (Druckbögen Leopolds, Briefroman) heraus und analysiert und kommentiert sie in Verbindung mit seiner Forschungsgeschichte (Anmerkungen des Herausgebers). In einer Art Collage-Verfahren ergänzen sich die verschiedenen Teile und ergeben zunehmend ein Bild der Dresdener Gesellschaft zur Barockzeit, wobei in die fiktiven Handlungen Bausteine der Historie eingearbeitet sind, z. B. die Technik des Letterndrucks und der Bleivergiftung, Schriften zur Hexenverfolgung und Dämonenlehre wie Johann Wiers: „De praestigiis daemonum“ („Von den Blendwerken der Dämonen“), Informationen über das barocke Feuerwerk und die Barockmusik, Abläufe einer anatomischen Sitzung, die Erfindung der Camera obscura durch den Kairoer Optiker Alhazen usw. Zwei historische Ereignisse, die Erfindung der Fotografie und der bemannte Raketenflug (Onkel Bertholds Mondflug) werden jedoch aus dem 19. bzw. 20. ins 17. Jh. vorverlegt.

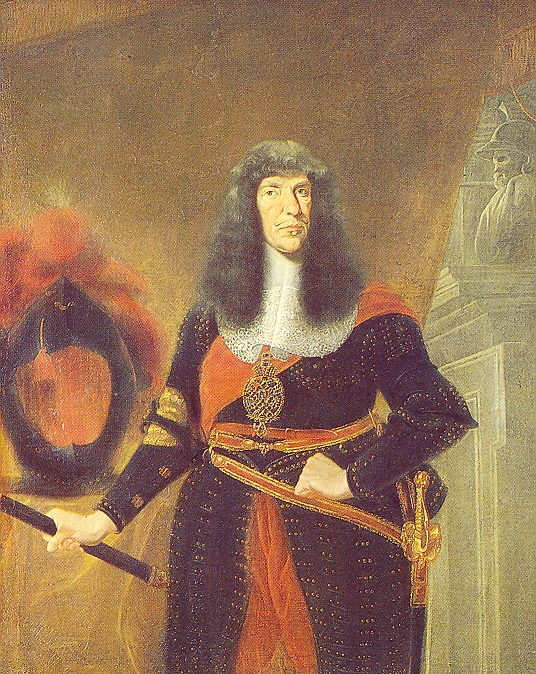
Kurfürst Johann Georg II. Gemälde von Johann Fink

Eine ähnliche Vermischung mit der Fiktion findet man auch bei historischen Personen. Genannt werden u. a.: Pieter Codde, Kepler, Leonardo, Descartes, Sonoza. Zu einigen haben die fiktiven Figuren Beziehungen: Kurfürst Johann Georg II. – Muhammad al Ghazali, Newton – Sophie, Leibniz – Silvius.
Während die Druckbögen und der Briefroman in sich geschlossene, erfundene Romanteile sind, geht das Spiel mit der Historie und die Reflexion über Dichtung und Wirklichkeit von der Rahmenhandlung aus, in der der Autor seinen fiktiven Herausgeber den Wahrheitsgehalt seiner Fiktion überprüfen lässt. Der Kunsthistoriker sieht sich als Wissenschaftler und fragt sich, wie er auf der unsicheren Fakten-Basis ein authentisches Bild der Gesamtsituation erstellen kann: „Ich bin zu kritischer Distanz meiner eigenen Arbeit gegenüber durchaus in der Lage, so etwas gehört zum wissenschaftlichen Anstand“. Deshalb überprüft er die Schilderungen des Druckers und den Briefroman durch Recherchen und entdeckt Lücken in der Beweisführung: Den Ort der Druckerei ***rode kann er nicht ermitteln, ebenso wenig die Begegnung Silvius mit Leibniz. Die Bezeichnung „Sächsische Hofdruckerei Bucerius, Terra nova“ ist ein Phantasiename. Weitere Merkwürdigkeiten findet er im Verhalten der Professorin Sandra Kopp, die vielleicht Zweifel an der Echtheit des Romans hat, zumal die Autorin nicht nachweisbar ist und ihr Werk angeblich 20 Jahre nach Leopolds Druck erschien. Der Herausgeber warnt deshalb, der Roman sei „mutmaßlich […] eine Fiktion und deshalb keine ‚Primärquelle‘“.

## Rezeption
Die Feuilleton-Rezeption auf Gatzas Roman ist überwiegend positiv.
Einhellig gelobt wird sein Einfallsreichtum, der großes Leseglück bereite, der durch Täuschung und Wirklichkeit und die Reanimierung des Mantel- und Degen-Genre auf hohem Niveau erzielte Spaß, die höchst unterhaltsame Augenwischerei des versierten, intelligenten wie humorvollen Erzählers und Rechercheurs, die Verbindung von Künstlerepos, Mediensatire, Klosterthriller und Liebesgeschichte.
Kritisiert wird von einzelnen Rezensenten die Ausgestaltung. Dem Autor gelinge es nicht, die vielversprechenden Zutaten seines blanken und vermessenen Aberwitzes zu einem vollends überzeugenden Roman zu verarbeitenden. Mitunter entsprächen die erzählerischen Mittel nicht der unbändigen Geschichte.
Unterschiedlicher Meinung sind die Kritiker über die Silvius-Sophie-Briefe. Einige bemängeln die nicht historisierte Sprache, andere sehen gerade darin einen Gegenwartsbezug, zumal der Herausgeber an der Echtheit der Briefe zweifelt.

## Adaption
- Hörbuch, Hamburg 2012,  477 Min. Regie: Gabriele Kreis, Besetzung: Maja Schöne, Matthias Leja, Sebastian Rudolph, Hans Kremer